# Onasemnogene abeparvovec

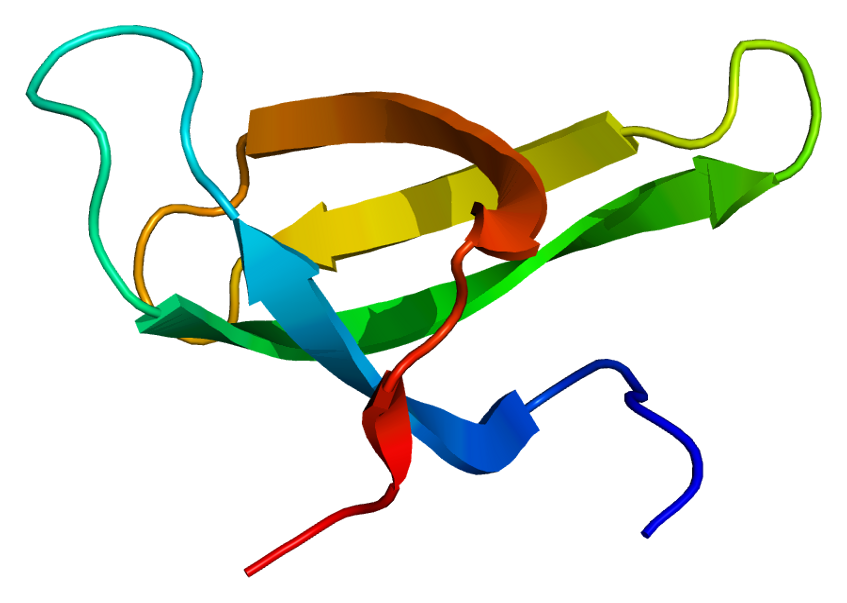
La proteina SMN1, indotta dal farmaco onasemnogene abeparvovec.

Onasemnogene abeparvovec (commercializzato da Novartis col nome Zolgensma) è un farmaco per il trattamento della atrofia muscolare spinale ed è il medicinale più costoso al mondo, dal costo circa doppio rispetto al lonafarnib (utilizzato per progeria e sindromi progeroidi) e triplo del naxitamab (utilizzato per il neuroblastoma ad alto rischio recidivante o refrattario nell'osso o nel midollo osseo).
L'atrofia muscolare spinale è una malattia rara e Zolgensma è stato classificato in Europa come medicinale orfano il 19 giugno 2015.

## Sviluppo
Novartis non lo ha sviluppato, ma lo ha acquisito rilevando la società statunitense AveXis nel 2018 per 8,7 miliardi di dollari; lo sviluppo era basato sul lavoro di Martine Barkats, dell'Institut de Myologie in Francia.
Lo sviluppo iniziale è stato finanziato dal National Institutes of Health e da enti di beneficenza dedicati alla ricerca di trattamenti per la SMA, tra cui molti enti statunitensi come Sophia’s Cure, Cure SMA, Getty Owl Foundation, Fighting SMA, Jadon’s Hope Foundation, Gwendolyn Strong Foundation e Miracle for Madison. Molte di queste associazioni di beneficenza utilizzano le donazioni delle famiglie e degli amici dei pazienti per sovvenzionare la ricerca e le sperimentazioni cliniche su nuovi farmaci.
Onasemnogene abeparvovec è stato approvato per la prima volta per uso medico negli Stati Uniti nel 2019 come trattamento per bambini di età inferiore a due anni. In seguito è stato approvato per il commercio in Israele, Qatar e Giappone. 
Nel marzo 2020 l'Agenzia Europea per i Medicinali ha concesso un'autorizzazione all'immissione in commercio, per l'utilizzo in persone con SMA di tipo 1 o con SMA con non più di tre copie del gene SMN2; a maggio, è stato approvato con riserva in Europa.
Tra 2020 e 2021 è stato approvato in Brasile, Canada, Australia e Regno Unito.

## Costi
Il costo per la singola somministrazione è di circa 2,1 milioni di dollari negli USA. In Italia è concesso per 1,5 milioni di euro a trattamento, con pagamento dilazionato nel tempo e legato ai risultati raggiunti. In Giappone il farmaco è stato reso disponibile attraverso il Sistema sanitario del Giappone a maggio 2020, diventando così il farmaco più costoso coperto dal sistema sanitario giapponese, negoziando un prezzo di 167 077 222 yen (circa 1,53 milioni di dollari) per paziente. In India il costo è di 18 crore di rupie a dose (circa 2,3 milioni di dollari).
Il medicinale ha registrato vendite per 160 milioni di dollari nel primo trimestre di vendite sul mercato.
Il prezzo di Zolgensma riflette l'alto costo del suo sviluppo e il suo valore: alcuni sostengono che una riduzione dei prezzi per rendere il farmaco più economico ostacolerebbe lo sviluppo di nuovi trattamenti in futuro.
L'amministratore delegato di Novartis Vas Narasimhan ha affermato che tale prezzo dipende dal fatto che le terapie geniche rappresentano una grande svolta, in quanto offrono una cura per malattie genetiche mortali con una singola dose; l'alternativa sarebbe un trattamento multidose con miglioramenti progressivi. Controversie al riguardo sono su quali basi venga determinato tale prezzo e quali margini realizzino le aziende, soprattutto considerando quanto poco si sappia sui costi di sviluppo di tali farmaci. Molte aziende sostengono che i prezzi siano calcolati utilizzando un metodo value-based (cioè in base alla disponibilità a pagare da parte dei consumatori e al valore attribuito al bene da loro stessi): questo significa quantificare quanto valga una vita, oltre a garantire che l'azienda ottenga un margine ragionevole sul proprio investimento; c'è anche una carenza di prove sull'efficacia dei trattamenti e sui potenziali rischi, soprattutto a lungo termine.
La principale fonte di controversia è come la società voglia pagare per questi costosi trattamenti: la maggior parte dei sistemi di assicurazione sanitaria non è progettata per trattamenti una tantum a tale prezzo.
Il gruppo indipendente senza scopo di lucro dell'Institute for Clinical and Economic Review, che valuta il valore dei nuovi farmaci costosi, ha calcolato che il prezzo della nuova terapia genica è giustificabile per un costo compreso tra 1,2 milioni e 2,1 milioni di dollari, in quanto essa trasforma drasticamente le vite delle famiglie colpite dalla malattia; la stima si basa in gran parte sui costi per ogni anno di vita guadagnato, confrontando i risultati degli studi clinici.
Secondo uno studio del 2016 pubblicato sul Journal of Health Economics, occorrono in media 2,6 miliardi di dollari e oltre un decennio per creare un singolo nuovo farmaco e gran parte delle ricerche sui farmaci finiscono con un fallimento; secondo uno studio del Massachusetts Institute of Technology solo il 14% dei farmaci sottoposti a studi clinici ricevono l'approvazione della FDA: dato l'alto tasso di fallimento, i produttori devono fare affidamento su farmaci di successo, spesso costosi, per recuperare i loro investimenti e finanziare la ricerca. Inoltre i trattamenti per le malattie rare pongono anche una sfida economica, in quanto il mercato per questi farmaci è limitato e generare da pochi pazienti un sufficiente ritorno sull'investimento può richiedere prezzi più elevati. La FDA ha valutato che quando un farmaco ha almeno sei concorrenti generici, i prezzi di quei marchi generici scendono di oltre il 95%, quindi incoraggiare la concorrenza è il modo migliore per rendere i farmaci più accessibili senza sacrificare il progresso.

## Caratteristiche
Basato sulla tecnologia del vettore virale, è un medicinale per terapia genica che fa esprimere la proteina SMN (Survival Motor-Neuron). Il vettore è basato su un virus ricombinante adeno-associato di sierotipo9 (AAV9) contenente il cDNA per il gene SMN posto sotto il controllo di un promotore ibrido tra quello del citomegalovirus e quello della β-actina di pollo.
Il trattamento dev'essere accompagnato da un ciclo di corticosteroidi di almeno due mesi; gli effetti indesiderati comuni includono vomito e aumento degli enzimi epatici. Nelle prime settimane è possibile che possa manifestarsi microangiopatia trombotica, una condizione acuta caratterizzata da trombocitopenia, anemia emolitica e danno renale acuto.